# Friedrich Hardt (Landrat)
Johann Friedrich Arnold Engelbert Hardt (* 16. Dezember 1799 in Düsseldorf; † 22. April 1867 in Simmern/Hunsrück) war ein preußischer Landrat der Kreise Monschau, Heinsberg (auftragsweise) und zuletzt Simmern.

## Leben
Friedrich Hardt war ein Sohn des Mitglieds des Rheinischen Oberbergamts Bernhard Wilhelm Engelberth Hardt und dessen Ehefrau Sara Maria Hardt, geb. Wiedenfeld. Nach Ende seiner schulischen Ausbildung absolvierte er zunächst eine Tuchmacherausbildung und war nachfolgend als Fabrikant im selben Gewerbe tätig. Im Zeitraum vom 1. Dezember 1832 bis zum 5. Oktober 1835 war er Bürgermeister der Bürgermeisterei Imgenbroich, bevor er am 15. August 1836 Kreisdeputierter von Monschau wurde. Am 6. Juni 1846 folgte seine zunächst kommissarisch Ernennung zum Landrat des Kreises Monschau. Nach der Präsentationswahl vom 25. Januar 1847 erhielt er per Allerhöchster Kabinettsorder (AKO) vom 7. April 1847 und unter Entbindung von der Landratsprüfung die definitive Bestallung zum Landrat.
Im Weiteren wurde Hardt mit Verfügung vom 8. November 1853 vertretungsweise mit der Verwaltung des Landratsamtes im Kreis Heinsberg betraut und ebenso per Verfügung vom 6. September 1854 wieder entbunden, die Dienstgeschäfte gab er am 15. September ab. Nach einem Ministerial-Reskript vom 20. Oktober 1854 wurde er mit der kommissarischen Verwaltung des Kreises Simmern betraut. Die Bestätigung nach seinem Amtsantritt am 4. November 1854 erhielt er am 15. Februar 1855, dem die definitive Ernennung per Allerhöchster Kabinettsorder am 15. Oktober 1855 folgte. Hardt starb im Dienst.
Während seiner Amtszeit im Kreis Simmern konnte die Kreis-, Spar- und Darlehenskasse in Simmern angesiedelt und das Straßennetz verbessert werden, insbesondere die Straßen zwischen Argenthal und Kreuznach, sowie zwischen Simmern und Oberwesel. Hardt betätigte sich auch als Heimatforscher und publizierte u. a. zum Thema Kirchengeschichte und über statistische Erhebungen im alten Kreis Simmern.

## Publikation
- Chronik und Statistik des Kreises Simmern, Regierungs-Bezirk Coblenz, Evangelisches Stift zu St. Martin (Kehr), Coblenz [Koblenz], 1865. OCLC 1070962828

## Familie
Friedrich Hardt heiratete im Jahr 1834 Susanna Adele Laurenze (* August 1808;† 7. Juli 1862 in Simmern), Tochter des Louis August Franz Laurenze aus Frankfurt am Main und dessen Ehefrau Henriette, geb. Gillerand.